# C13H10N2O4
化学式C13H10N2O4（摩尔质量：258.23 g/mol）可以指：
- 沙利度胺，混合CAS号：50-35-1 
  - (R)-沙利度胺，CAS号：2614-06-4 
  - (S)-沙利度胺，CAS号：841-67-8
- 4,4'-二硝基二苯甲烷，CAS号：1817-74-9
- 2,4'-二硝基二苯甲烷，CAS号：1817-75-0

|  | 这个同类索引页列出了具有相同分子式的化学物（即同分異構體）条目。 除非您是有意链接至本页，否则应将相应条目的内部链接指向正确的条目。 |